# Korabl-Szputnyik–1
A Korabl-Szputnyik–1 (oroszul: Корабль-Спутник 1), más néven Szputnyik–4 a Vosztok-program részeként indított egyszerűsített Vosztok 1KP típusú űrhajó személyzet nélküli tesztrepülése volt 1960. május 15-én. A Szputnyik–4 megnevezés a nyugati médiából terjedt el, ahol az űreszközt mint a negyedikként indított szovjet műholdat ezzel a sorozatjelzéssel azonosították. Ez volt a Szovjetunió részéről az elsőként űrbe juttatott olyan megfelelően nagy méretű űreszköz, amely már jelezte az emberi űrutazás képességét. 

## Jellemzői
A későbbi emberes űrrepülésre használt Vosztok 3KA típusú űrhajó Vosztok 1K jelzésű prototípusa volt, amelyekkel a Vosztok-program keretében tesztrepüléseket végeztek. Ez az eszköz nem tartalmazta az életfenntartó rendszereket és nem rendelkezett hőpajzzsal sem, így nem volt terv az eszköz Földre történő visszatérésére. Az 1K jelzésű eszköz egyszerűsített változata volt, ezért a Vosztok 1KP jelzést használták a típusra. A P betű az egyszerűsített szó orosz változatára (prosztyejsij) utal. Feladata az űrhajó főbb rendszerreinek (irányítórendszer, navigációs berendezések) tesztelése volt. Ekkor próbálták ki először az űrhajó mozgását és térbeli helyzetét szabályozó Csajka orientációs rendszert, melyet a későbbi 3KA típuson is alkalmaztak. 

## Repülés
1960. május 15-én a bajkonuri űrrepülőtérről indították egy  Vosztok–L  (8K72) típusú hordozórakétával alacsony Föld körüli, közel kör alakú pályára. Az pályasík elhajlása 94,3 fok, az enyhén elliptikus pálya perigeuma 320 km, apogeuma 360 km volt. Hasznos tömegét 1477 kilogrammban jelölték meg, mivel éles űrhajókísérlet volt, valós tömege 4540 kilogramm űrhajós nélkül. A fékezőrakéta begyújtásakor a visszatérő kabin (ami nem rendelkezett hőpajzzsal) pozíciója nem volt megfelelő, ezért a légkörbe való visszatérés helyett magasabb elliptikus pályára állt, aminek perigeuma 290 kilométer, apogeuma 675 kilométer volt. A légkörbe való visszatérés több mint két évvel később, 1962. szeptember 5-én következett be, amikor természetes fékeződéssel a Föld légkörében elégett, kisebb darabjai az Egyesült Államok területén csapódtak be.

### Visszatérés
Az USA középső térsége felett lépett be a légkörbe, nagy része a délkeleti irányú zuhanás következtében elégett, egy kisebb darabja a Michigan-tó menti Manitowoc városkába csapódott. A helyszínre kiszálló két rendőr úgy vélte, hogy egy közeli öntödéből fuvarozó teherautó hagyta el a szállítmányát, egy pár kilós forró tömböt az út közepén, és csak a rádiót hallgatva jöttek rá, hogy mi történt. Akkor visszatértek a helyszínre, és az út menti árokban megtalálták az elfeketedett, de már kihűlt fémtömböt. Ezt aztán ünnepélyes keretek között visszaküldték a Szovjetunióba, két másolatát pedig a helyi múzeumokban állították ki. Azóta évről-évre megrendezik a város egyik fő nevezetességét, a Szputnyik fesztivált.